# Cherubinus a Sanctissima Trinitate
Cherubinus a S. Trinitate (18. század) karmelita rendi szerzetes
A budai karmelita kolostorban élt, eredeti személynevét nem ismerjük.

## Nyomtatásban megjelent munkái
- Ehren-Rede, welche bei solenner bischöfl. Benedicirung dess den 4. Martii feyerlich gelegten ersten Steins zu der künfftig neuen Kirche deren PP. Carmelitern in der Haubt-Stadt u. Vestung Ofen. Ofen, 1725
- Schuldigste und höchst nützliche Gegen-Sieb einer ruhmwürdigsten Congregation von und zu der allerheiligsten Göttlichen Drey-Einigkeit. Uo. 1727